# Nonant
 Nonant  ist eine französische Gemeinde mit 516 Einwohnern (Stand 1. Januar 2022) im Département Calvados in der Region Normandie; sie gehört zum Arrondissement Bayeux und zum Kanton Bayeux.
Ortsteile von Nonanrt sind: le Bourg, la Bergerie, le Londain, le Château, les Ruisseaux, la Neuville, le Bois, le Treilloux, les Maisons, le Lieu Poulain, le Bois, la Houlotte, Vieux-Pont.

## Bevölkerungsentwicklung
| Jahr      | 1962 | 1968 | 1975 | 1982 | 1990 | 1999 | 2007 | 2016 |
| Einwohner | 243  | 250  | 266  | 361  | 388  | 384  | 432  | 495  |

## Sehenswürdigkeiten

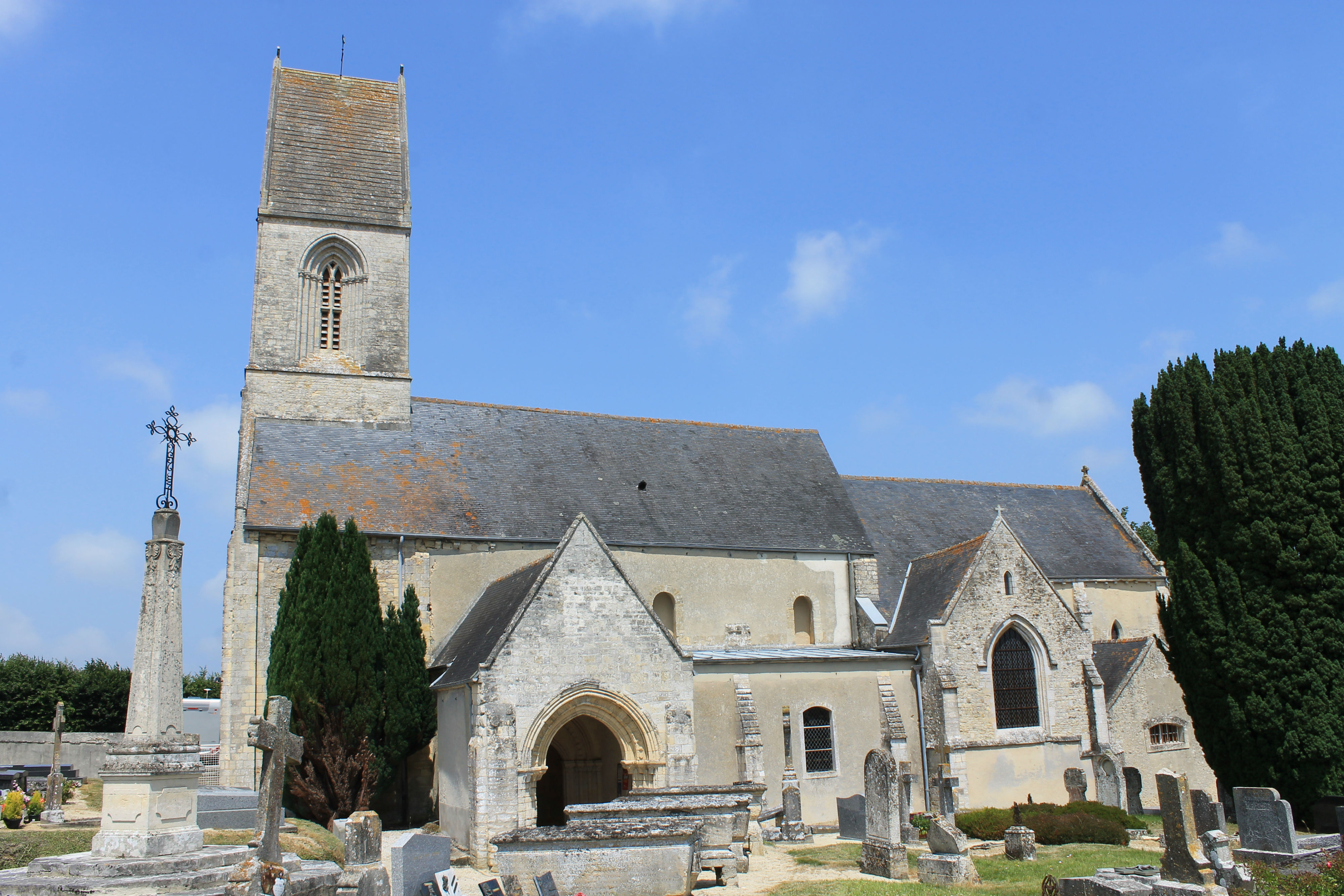
Kirche Saint-Martin

- Kirche Saint-Martin
- Manoir du Chêne
- Mühle Le Coisel
- Lavoir (1830)